# Kontakt (powieść)
Kontakt (tyt. oryg. Contact) – powieść science fiction autorstwa Carla Sagana, opublikowana w 1985 r., podejmuje temat kontaktu ludzkości z cywilizacją pozaziemską.

## Nagrody
W 1986 r. za tę książkę, w kategorii debiut powieściowy, Sagan został uhonorowany nagrodą Locusa.

## Wydanie polskie
Pierwsze polskie wydanie w tłumaczeniu Michała Bończy (wyd. Express Books, Bydgoszcz, 1991, ISBN 83-85175-14-8) oceniono bardzo krytycznie. Uznanie zyskało dopiero tłumaczenie Mirosława P. Jabłońskiego (wyd. Zysk i S-ka, Poznań, 1997).

## Adaptacja filmowa
W 1997 r. Amerykanin Robert Zemeckis wyreżyserował film Kontakt, będący luźną adaptacją książki.

## Opis fabuły
Eleanor Arroway jest dyrektorem Projektu Argus, wykorzystującego znajdujące się na obszarze Nowego Meksyku radioteleskopy do poszukiwania śladów obecności cywilizacji pozaziemskich. Wbrew sceptycyzmowi jej zwierzchników projekt odnosi sukces: pierwszą wiadomością od obcej cywilizacji jest ciąg pierwszych 261 liczb pierwszych, a drugą – wystąpienie Adolfa Hitlera, wygłoszone na ceremonii otwarcia igrzysk olimpijskich w Berlinie.